# География Комор

Карта Коморских островов

Союз Коморы (до 2002 года — Исламская Федеративная Республика Коморские Острова) — государство в Индийском океане, расположено в северной части Мозамбикского пролива между северным Мадагаскаром и северным Мозамбиком. Площадь — 2170 км².
В вулканическом архипелаге Коморских островов четыре главных острова: Нгазиджа (Гранд-Комор), Нзвани (Анжуан) и Мвали (Мохели) составляют Союз Коморы, а остров Майотта (Маорэ) является заморским департаментом Франции. Остров Анжуан проявляет сепаратистские настроения и даже объявил о создании у себя оффшорной зоны, которая не была признана официальными властями Комор.
Острова гористы. Высшая точка — действующий вулкан Картала (2361 м). Второй вулкан — Ла-Грилле.
Окружены коралловыми рифами. Климат тропический, влажный и жаркий. Количество осадков: от 1100 до 3000 мм в год. Верхние части склонов гор покрыты густыми тропическими лесами, ниже располагаются саванны и кустарниковые заросли. Круглый год существует опасность заражения малярией.